# Nationaal Park Gorhi-Terelzj
Nationaal Park Gorkhi-Terelj (Mongools: Горхи-Тэрэлжийн байгалийн цогцолборт газар) is een nationaal park in Mongolië. Gorkhi-Terelj ligt in de provincie Töv, op ongeveer 70 km ten noordwesten van de hoofdstad Ulaanbaatar. Het nationaal park werd opgericht op 12 november 1993 per parlementaire resolutie van de regering van Mongolië. Nationaal Park Gorhi-Terelzj heeft een oppervlakte van 2.924,68 km². De kern van het park is een vallei, bestaande uit geërodeerde rotsen, met dennen en lariksen begroeide hellingen en bergstroompjes door de steppe.

## Kenmerken
Een deel van het nationale park is sinds 1964 ingericht voor toeristen, met joerten voor toeristen, restaurants, souvenirwinkels en huurpaarden en -kamelen. Het grootste deel van het park is moeilijk bereikbaar en naar het noordwesten toe loopt het over in het strikte natuurreservaat Han-Henti. Een vrijwel onbewoond natuurgebied van meer dan 1,2 miljoen hectare. In Nationaal Park Gorhi-Terelzj zijn vele grotten en rotsformaties, waaronder de beroemde schildpaddenrots Melhi Had (Mongools: Мелхи Хад) in de vorm van een schildpad. De rivier de Tuul stroomt door het park, daarnaast zijn er ook het gletsjermeer Hagiin Har en verschillende warmwaterbronnen. Het hoogste punt in het nationaal park is de Avhaan Uul (Mongools: Авхаан уул) met een hoogte van 2.664 meter boven zeeniveau.

## Dierenwereld
In het nationaal park komen diersoorten als Siberische wapiti (Cervus canadensis sibiricus), bruine beer (Ursus arctos), Siberisch muskushert (Moschus moschiferus), Mongoolse gazelle (Procapra gutturosa), Euraziatische lynx (Lynx lynx), wezel (Mustela nivalis), sabelmarter (Martes zibellina), steppehoen (Syrrhaptes paradoxus), baardpatrijs (Perdix dauurica) en vele anderen voor.

## Afbeeldingen

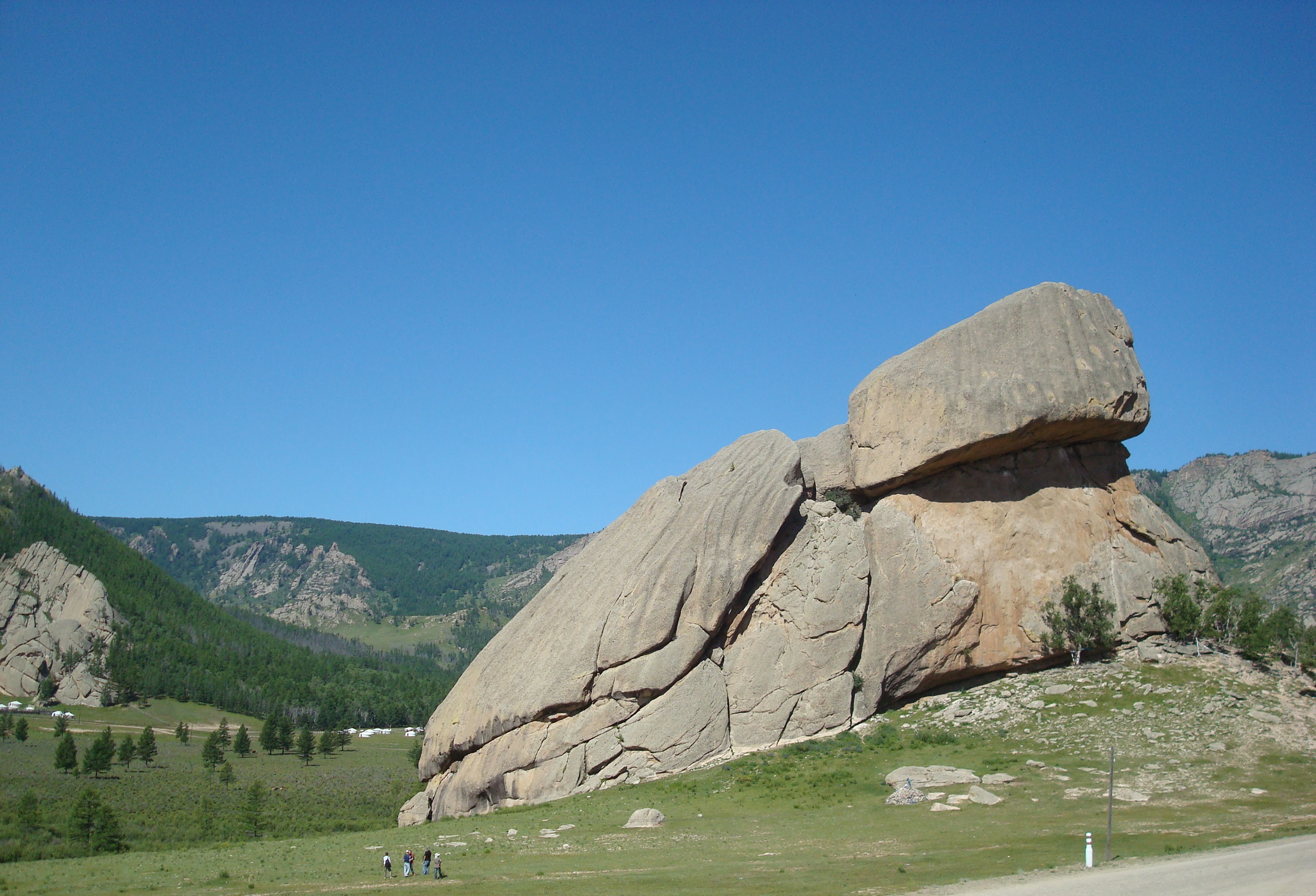
De schildpaddenrots Melhi Had.
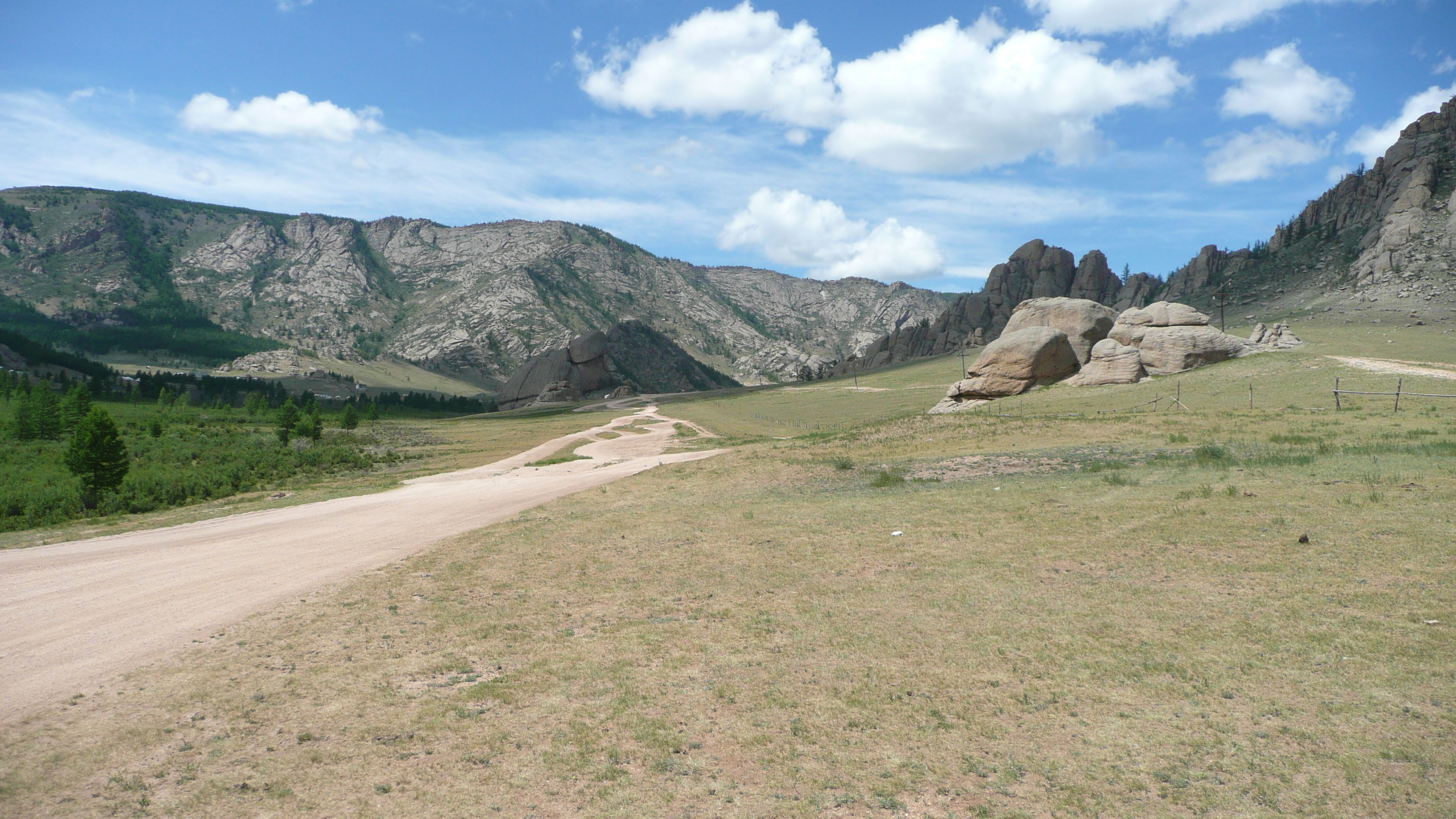
Landschap van Nationaal Park Gorhi-Terelzj.
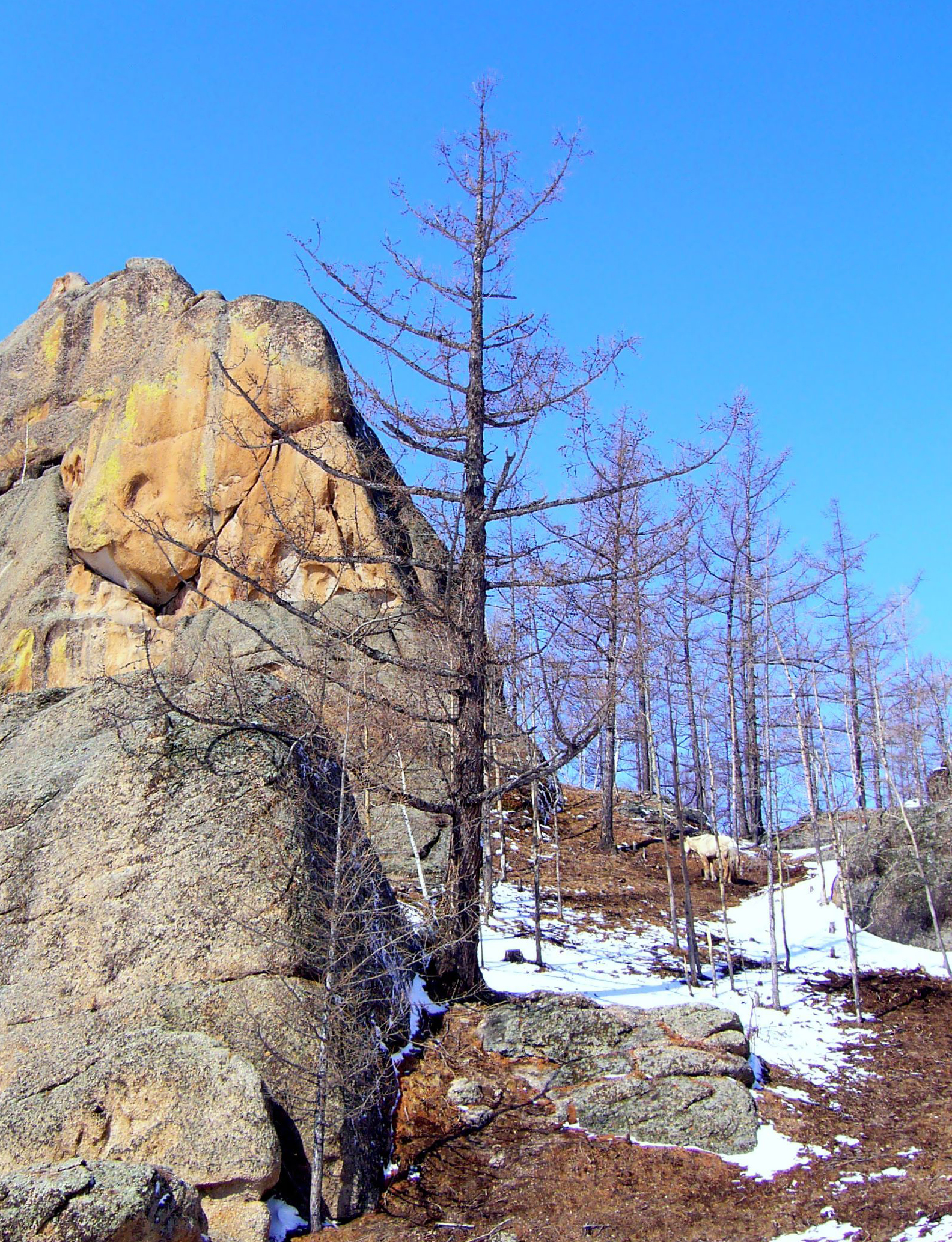
Siberische lariks (Larix sibirica).
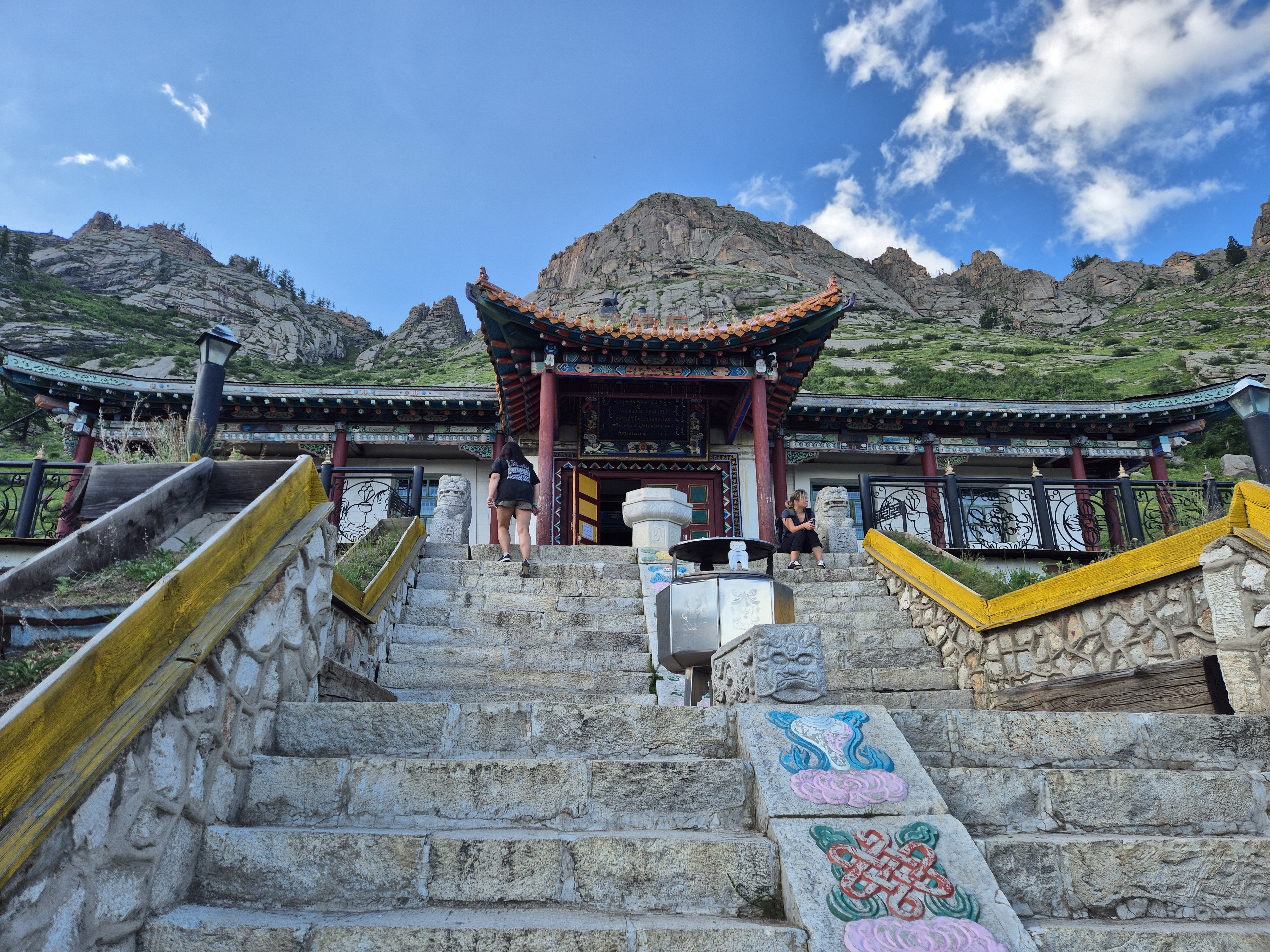
Klooster in het nationaal park.
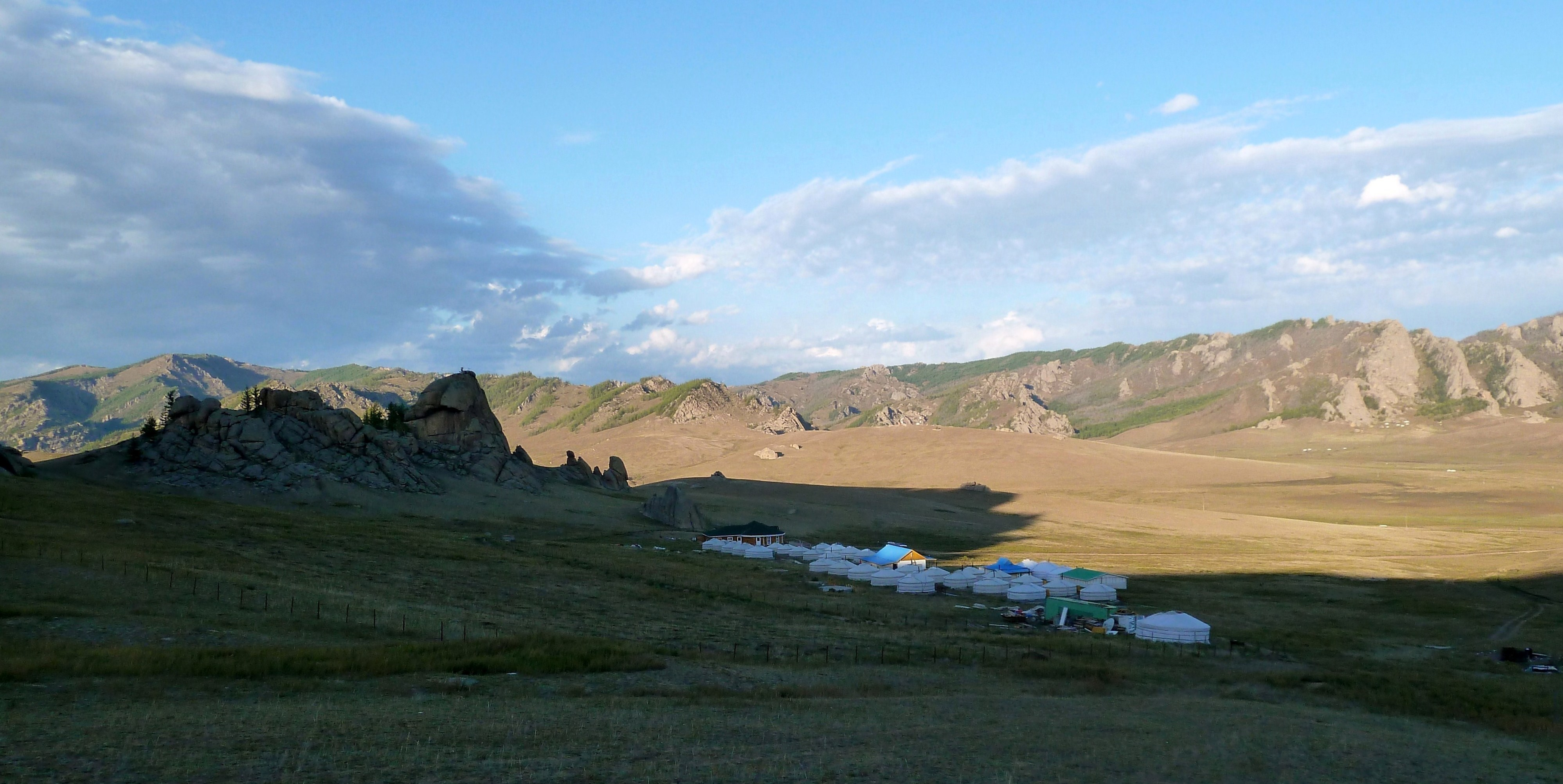
Joertenkamp.
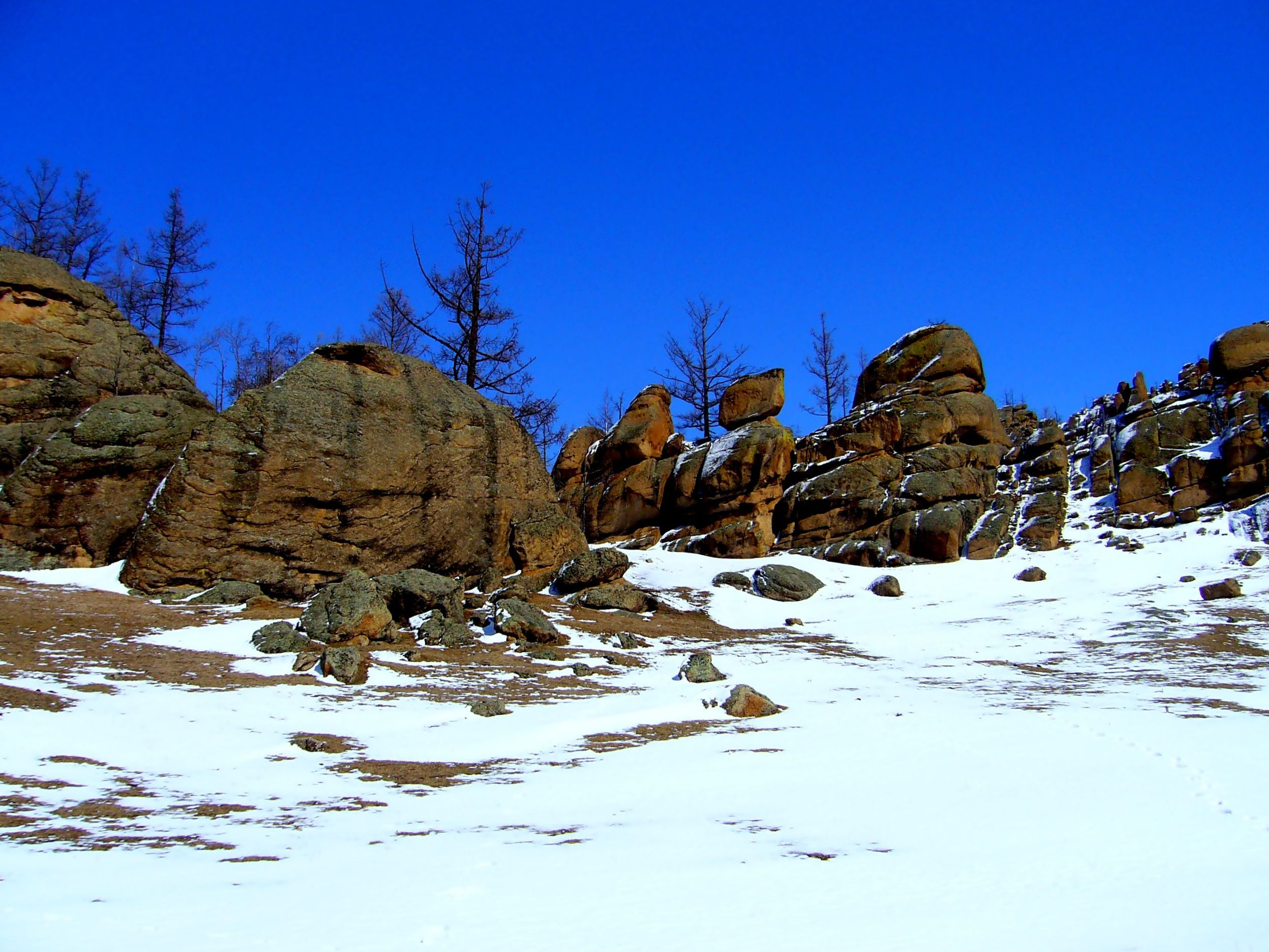
Rotsformaties.
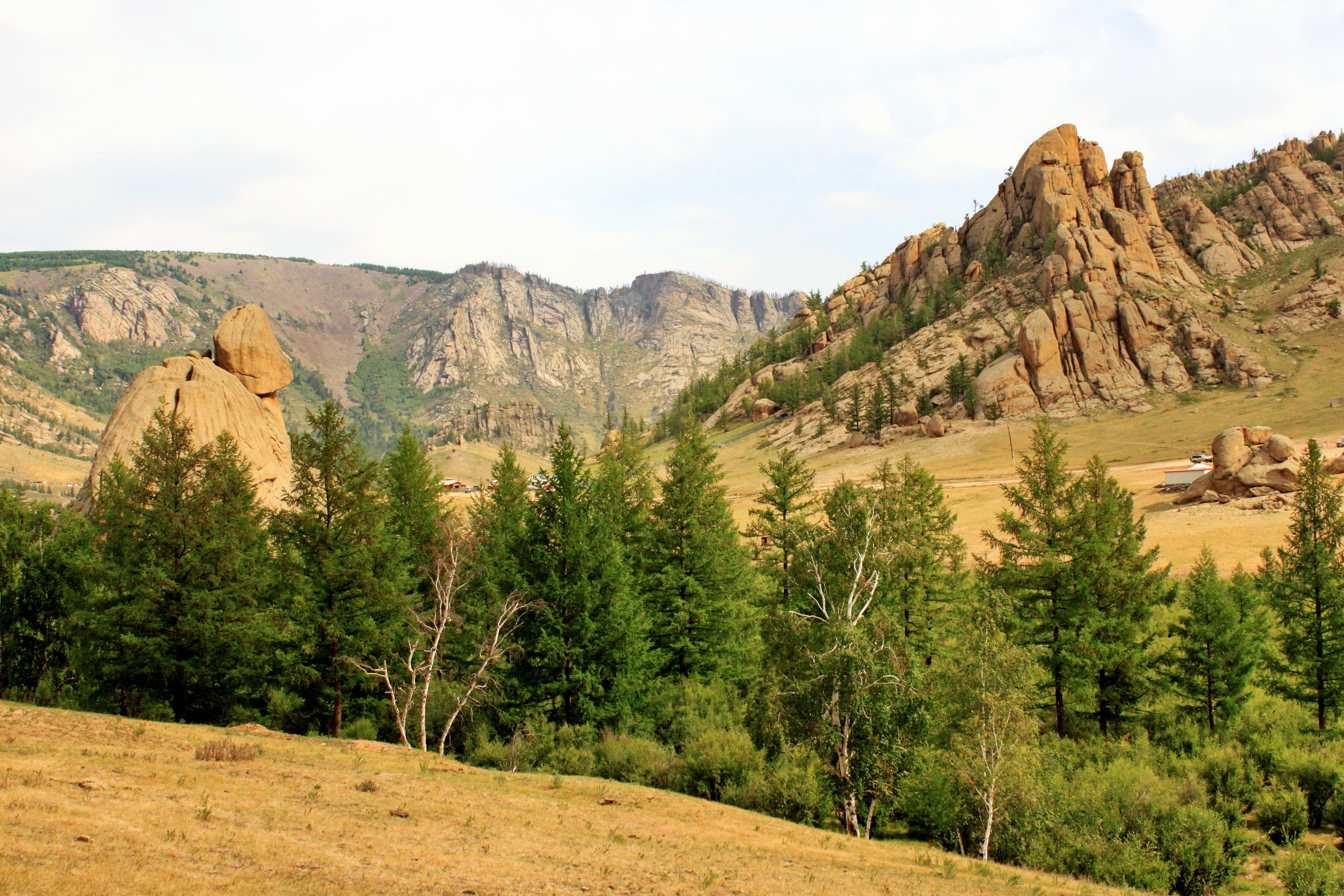
Lariksbestand.

Altaj Tavan Bogd · 
Bulgan Gol · 
Darĭganga · 
Gorhi-Terelzj · 
Govĭ Gurvan Sajhan · 
Hangajn Nuruu · 
Han Höhii · 
Har Us Nuur · 
Horgo-Terhiin Tsagaan Nuur · 
Högnö-Tarna · 
Hövsgöl Nuur · 
Hustain Nuruu · 
Ih Bogd Uul · 
Ih Gazryn Tsjuulu · 
Mjangan Ugalzatyn · 
Mongol Els · 
Mönhhajrhan Uul · 
Nojon Hangaj · 
Öndörhaan Uul · 
Onon Balzj · 
Orhony Hödii · 
Siilhemiin Nuruu · 
Tarvagatajn Nuruu · 
Tengis-Sjesjgediin Golyn Aj Sav · 
Tsambagarav Uul · 
Tsjigertejn Golyn Aj Sav · 
Tuzjiin Nars · 
Ulaagtsjiny Har Nuur · 
Zar Bajdgariin Golyn Ehen Sav